# Ophiomusium biporicum
Ophiomusium biporicum är en ormstjärneart som beskrevs av Castillo 1968. Ophiomusium biporicum ingår i släktet Ophiomusium och familjen Ophiolepididae. Inga underarter finns listade i Catalogue of Life.